# Juan Carlos Real Ruiz
 Juan Carlos Real Ruiz   (A Coruña , 15 maart 1991 ) is een Spaanse voetballer, die voor FC Cartagena speelt als aanvallende middenvelder. 
Geboren in A Coruña is hij een jeugdproduct van Deportivo de La Coruña. Op achttienjarige leeftijd kreeg hij zijn kans bij het filiaal, dat op dat ogenblik actief was in de Tercera División.  Tijdens het seizoen 2011-2012 kreeg hij twee keer de kans om mee te spelen met het eerste team.  Vooreerst kreeg hij op 7 september 2011 een basisplaats om tijdens de tweede ronde van de Copa del Rey Girona FC partij te geven. Hij speelde de volle negentig minuten en de wedstrijd werd met 5-1 gewonnen. Daarnaast mocht hij op 3 juni 2012 invallen tegen Villareal CF B.  Aangezien de ploeg naar de Primera División promoveerde, werd hij tijdens seizoen 2012-2013 weer bij het filiaal ingedeeld, maar op 14 januari 2013 uitgeleend aan SD Huesca, een ploeg uit de Segunda División A.  Tijdens het begin van het seizoen 2013-2014 keerde hij terug naar Deportivo, waar hij bij het eerste team ingedeeld werd.  Het team was na de degradatie tijdens het eerste seizoen op het hoogste niveau teruggekeerd naar het tweede Spaanse niveau.  De ploeg eindigde na SD Eibar vice kampioen en dwong zo weer promotie af.  Juan Carlos scoorde drie doelpunten in zeventwintig competitiewedstrijden.  Zo speelde hij vanaf het seizoen 2014-2015 voor de eerste keer in zijn carrière in de Primera División.  Het werd een gevecht tegen de degradatie, die met een zestiende plaats in de eindrangschikking succesvol werd beklonken.  Maar toen had Juan Carlos de ploeg al sinds januari 2015 definitief verlaten en de overstap gezet naar CD Tenerife, een ploeg uit de Segunda División A.
Vanaf seizoen 2015-2016 speelde hij twee seizoenen bij het Roemeense CFR Cluj, een ploeg uit de het Liga 1.  Tijdens het eerste seizoen behaalde hij de Roemeense beker.
Na twee seizoenen keerde hij voor seizoen 2017-2018 terug naar CD Tenerife.  Hij tekende er een tweejarig contract, dat echter reeds na één seizoen ontbonden werd.  De ploeg, waarin hij de helft van de wedstrijden een basisplek opeiste, eindigde elfde. 
Hij vond tijdens het seizoen 2018-2019 onderdak bij reeksgenoot UD Almería, waar hij een éénjarig contract tekende.  Hij werd er een basisspeler in de ploeg, die op een tiende plaats eindigde in de eindrangschikking.
Het daaropvolgende seizoen 2019-2020 keerde hij terug naar SD Huesca, een ploeg die net gedegradeerd was uit de hoogste Spaanse afdeling.  De ploeg werd onmiddellijk het eerste seizoen kampioen en zo keerde hij tijdens het seizoen 2020-2021 voor de tweede keer in zijn carrière naar het hoogste Spaanse niveau.  De ploeg eindigde slecht achttiende en degradeerde daardoor.  Hij speelde nog twee seizoenen in de middenmoot met de ploeg uit Huesca.
Tijdens seizoen 2023-2024 stapte hij over naar reeksgenoot FC Cartagena.  Hij tekende er een contract van drie seizoenen.  Hij werd er verenigd met drie gewezen ploegmaten van Huesca, Toni Datković, Mikel Rico Moreno en David Ferreiro Quiroga.  Hij maakte zijn debuut op 13 augustus 2023 tijdens de eerste competitiewedstrijd.  Hij startte met de basisploeg en speelde 77 minuten tijdens de met 0-1 verloren wedstrijd tegen nieuwkomer CD Eldense.  Net als de ploeg had de speler geen groots seizoen.  De ploeg kon zich redden, maar ondanks dat Juan nog een contract had van twee jaar, trok de sportief directeur Manuel Breis zijn verdere verblijf in vraag en eiste een niveau verbetering tijdens de voorbereiding van seizoen seizoen 2024-2025.  De speler bewees trainer Abelardo Fernández Antuña zijn waarde, waardoor hij kon blijven.   Uiteindelijk bleef hij niet bij de havenploeg aangezien hij op 17 augustus 2024 de aanvraag deed om zijn contract te ontbinden, wat door de havenploeg aanvaard werd.
Dezelfde dag tekende hij een driegjarig contract bij streekgenoot Real Murcia, die een reeks lager actief was, in de Primera Federación.